# Вила (Римини)
Вила је насеље у Италији у округу Римини, региону Емилија-Ромања.
Према процени из 2011. у насељу је живело 238 становника. Насеље се налази на надморској висини од 304 м.